# Saltholmen (Göteborg)
Ne doit pas être confondu avec Saltholmen (Alver).

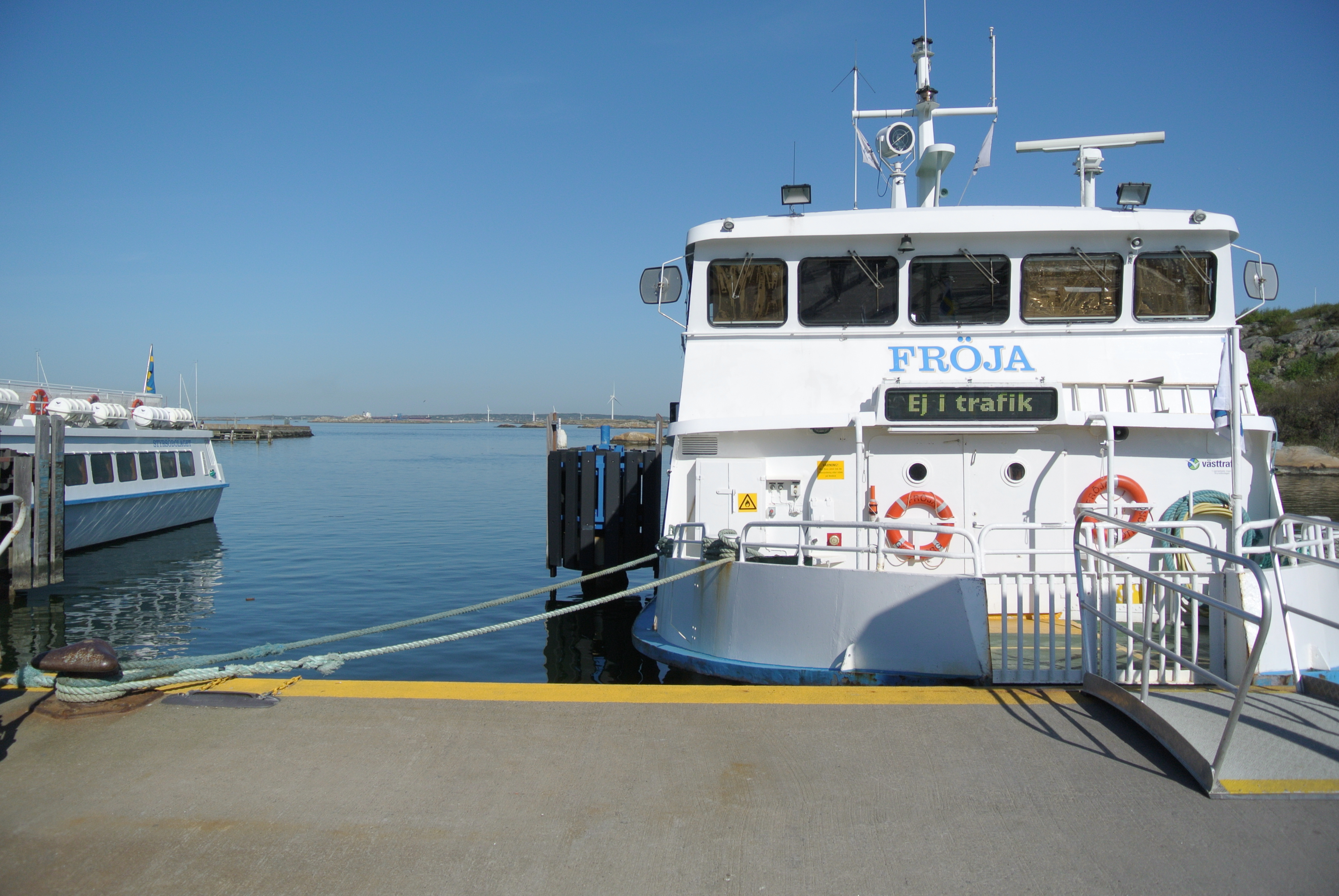
Ferry au départ de Saltholmen

Saltholmen était à l'origine une île côtière située sur la côte sud du fjord d'Älvsborg en Suède, au sud de Göteborg; c'est à présent une presqu'île sur laquelle se trouve une station de tramway et un port maritime.
L'île a été rattachée au continent lors de la réalisation du tramway de Göteborg en 1972. Saltholmen est le terminus des lignes de tramway 11 et 9 de Göteborg (en été) et du port de passagers menant à l'archipel sud de Göteborg. Les 13 îles de l'archipel de Göteborg (notamment Asperö, Brännö, Donsö, Köpstadsö, Styrsö, Vargö et Vrångö) sont interdites aux voitures et ne sont accessibles que pour les piétons depuis Saltholmen, avec les ferries réguliers de Västtrafik.
On y trouve une plage touristique appelée Aspholmen, ainsi qu'un port de plaisance.